# Celeo (re di Eleusi)
Celeo (in greco antico: Κελεός?, Keleós) è un personaggio della mitologia greca. Fu re di Eleusi.

## Genealogia
Figlio di Eleusi, sposò Metanira e divenne padre dei maschi Demofoonte e Trittolemo e delle femmine Diogenia, Pammerope, Sesara, Callidice, Demo, Cleisidice e Callitoe.

## Mitologia
Ospitò Demetra affidandole il figlio Demofoonte che fu involontariamente ucciso in un rito d'immortalità e che in seguito fu riportato in vita dalla dea. 

Celeo fece costruire un tempio in onore di Demetra dove ne divenne sacerdote e poté apprendere i riti segreti dei Misteri Eleusini del culto di Demetra.
Celeo fu ucciso da Erittonio in una guerra con Atene e le sue figlie in lutto furono poi trasformate in colombe da Demetra.